# ماتئوس هنریکه

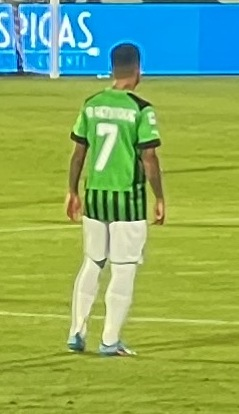
ماتئوس هنریکه در سال ۲۰۲۲

ماتئوس هنریکه (انگلیسی: Matheus Henrique؛ زادهٔ ۱۹ دسامبر ۱۹۹۷) بازیکن فوتبال اهل برزیل است.
از باشگاه‌هایی که در آن بازی کرده‌است می‌توان به باشگاه فوتبال گرمیو اشاره کرد.
وی همچنین در تیم‌های ملی فوتبال زیر ۲۳ سال برزیل و برزیل بازی کرده‌است.